# Осада Варшавы (1656)
Осада Варшавы (польск. Oblężenie Warszawy) — одно из сражений Северной войны 1655—1660 годов, продолжавшееся с 24 апреля по 30 июня 1656 года.

## Предыстория
8 сентября 1655 года Варшава была занята шведскими войсками и стала главным местом размещения шведских административных структур в оккупированной Речи Посполитой. Несколько месяцев спустя шведские войска, возглавляемые фельдмаршалом Арвидом Виттенбергом, приступили к грабежу города, вывозя награбленное по Висле.
Весной 1656 года армия шведского короля Карла X Густава была разбита гетманом великим литовским Павлом Яном Сапегой. 17 апреля Карл Густав прибыл в Варшаву. Не столь быстрая армия Сапеги 20 апреля подошла к Люблину, а 24 апреля встала у Праги.

## Ход событий
Соорудив понтонный мост, литовская армия переправила на левый берег Вислы несколько хоругвей и приступила к блокаде Варшавы. Шведы, не имея достаточно сил, чтобы оборонять весь городской вал, решили сосредоточиться на обороне главной квартиры и строений, прикрывающих подступы к ней. Новый город и часть Краковского предместья были сожжены шведами. Так как у Сапеги было всего 5-6 тысяч солдат, он не мог организовать полной блокады, и шведы, пользуясь разрывами в литовских линиях, осуществляли вылазки.
Узнав о подходе литовских войск к Варшаве, король Ян II Казимир приказал отбить столицу и сам выехал из Львова в Замосць. В середине мая к Варшаве прибыло два полка пехоты с артиллерией, и 17 мая состоялся первый штурм Варшавы, отбитый шведами. На следующий день шведы совершили вылазку, застав литовское войско врасплох, в ходе которой захватили два орудия и ещё несколько заклепали, а несколько десятков солдат взяли в плен.
30 мая к Варшаве подошли королевские войска, а сам король Ян Казимир разместился в Уяздовском дворце. 2 июня шведам была предложена почётная капитуляция, но они отказались. К королю тем временем подошёл со своими войсками Стефан Чарнецкий, в результате чего под Варшавой сосредоточилось 28,5 тысяч солдат регулярных войск (22-23 тысячи королевских войск и 6-7 тысяч литовских войск), и 18-20 тысяч человек посполитого рушения, не считая многочисленных слуг, челяди и т. п.. У Виттенберга в Варшаве имелось около 1700 пехотинцев и 300 всадников.
3 июня польская артиллерия начала обстрел Варшавы, готовясь к генеральному штурму. В ответ Виттенберг организовал вылазку, которая из-за беспечности польских солдат увенчалась полным успехом: шведы увезли часть пушек и заклепали другие. Спохватившиеся поляки бросились вдогонку и отбили захваченные орудия; в целом в результате шведской вылазки обе стороны понесли тяжёлые потери.
В ночь с 6 на 7 июня артиллерия была подтянута ближе к городским стенам, и с утра началась сильная бомбардировка, продолжавшаяся весь день. 8 июня начался штурм, и хотя в ряде мест атакующим удалось забраться на стены, в итоге шведы отбили все атаки. Тем не менее штурм не был неудачным для поляков: они сумели захватить епископский дворец, который был удобной позицией для артиллерии. 11 июня состоялся ещё один штурм, но он также был отбит шведами. Стало ясно, что нужно ждать подхода тяжёлой артиллерии.
Пытаясь помочь Варшаве, шведский король направил с севера на помощь гарнизону отряды под командованием Карла-Густава Врангеля и Роберта Дугласа. Против них выдвинулся Чарнецкий, однако, обнаружив, что шведы имеют незначительные силы, 23 июня вернулся к Варшаве. Шведские отряды, насчитывавшие 6 тысяч человек, не рискнули подходить к Варшаве, которую, по слухам, осаждало 100-тысячное войско.
Тем временем в осаждённой Варшаве ощущалась нехватка фуража, началось дезертирство. 26 июня Ян Казимир вновь предложил Виттенбергу капитулировать, но тот вновь отказался, попросив при этом, однако, пропустить посла к Карлу Густаву, чтобы запросить королевского разрешения на капитуляцию.
27 июня подоспела, наконец, тяжёлая артиллерия из Львова и Замосця, которая приступила к проделыванию брешей в городских стенах. 28 июня состоялся ещё один штурм, который вновь был отбит шведами, однако Виттенберг понимал, что долго Варшавы ему не удержать, и 29 июня вновь обратился к польскому королю с просьбой о пропуске посланника к Карлу Густаву. Просьба была отвергнута, от фельдмаршала потребовали безоговорочной капитуляции.
29 июня польская артиллерия проделала пролом в стене дворца Радзивиллов, и в ночь с 29 на 30 июня туда на штурм была отправлена толпа в несколько тысяч человек, состоявшая из вооружённых крестьян, обозников и т. п., а регулярная армия оставалась в резерве. Этот штурм привёл к захвату ряда объектов, включая Радзивилловский дворец.
Утром 30 июня Виттенберг запросил двухчасового перемирия для переговоров. Шведы стали выговаривать для себя условия капитуляции, однако польская сторона настаивала, чтобы капитуляция была безоговорочной. Польские войска, опасаясь, что шведы смогут договориться с королём и вывезти из Варшавы всё награбленное, оставались на постах даже ночью, и король Ян Казимир был вынужден отвергнуть все предложения шведов, сказав, что будет ждать парламентёров с известием о капитуляции до 7 часов утра.
Так как утром 1 июля парламентёров не появилось, польская артиллерия возобновила обстрел укреплений, а затем, по условному сигналу (сдвоенному выстрелу из орудий), начался последний штурм. Шведы сдавали здание за зданием, ситуация становилась безнадёжной, и Виттенберг согласился на капитуляцию. Однако польские солдаты, взбудораженные слухами о награбленных шведами богатствах, не хотели отступать, и королю пришлось применить силу, чтобы заставить их прекратить бой и защитить население от грабежей.

## Результаты
Когда польские войска узнали, что по условиям капитуляции награбленное имущество шведы возвращали варшавянам, это вызвало волнения. Солдаты потребовали выплатить причитающуюся им зарплату. В конце концов, когда комиссия по оценке завершила свою деятельность, вместо причитающейся зарплаты солдаты получили всего лишь 3-4 злотых на душу.